# José Vega (wielrenner)
José Andrés Vega Solano (Paraíso, 22 november 1987) is een Costa Ricaans wielrenner. Zijn broer Elías is ook wielrenner.

## Carrière
In 2011 en 2012 werd Vega tweede op het nationale kampioenschap tijdrijden, achter respectievelijk José Adrián Bonilla en Rodolfo Villalobos. In 2013 won hij twee etappes en droeg hij twee dagen de leiderstrui in de Ronde van Costa Rica. Een jaar later won hij wederom een etappe in de ronde van zijn thuisland.
In 2017 won Vega, in zijn tiende deelname aan de Ronde van Costa Rica, de tweede etappe.

## Overwinningen
2013
2e en 6e etappe Ronde van Costa Rica
2014
6e etappe Ronde van Costa Rica
2017
2e etappe Ronde van Costa Rica